# Palača Brajković-Martinović
Palača Brajković-Martinović je palača peraškog bratstva (kazade) Brajković i afiliranih joj Martinovića.
Smještena je u Penčićima, uz stari put, zapadno od glavnog trga u Perastu. Gradnja datira u 17. stoljeće i po svoj je prilici na tom mjestu prije bila stara kuća obitelji Markovića (kasnije zvanih Martinović), jer tu je natpis s 1623. godinom, na kojemu stoji da su palaču podigli sinovi Tripa Markovića, Vicko i njegova braća - iz kazade Čizmai. Prema brdu je kuća Tripa Kokolje.
Palača je dvokatnica. Stilski pripada baroku. U visini prvog kata je terasa, ispred fasade. Dva jednostavna portala i prozor nalaze se u dnenom dijelu terase. Iznad desnog portala nalazi se natpis, a poviše njega grb kazade Čizmai. Na prvom katu nalazio se salon čiji je interijer dekoriran koncem 19. stoljeća, u stilu Napoleona II. Ovaj salon jedini je od salona peraških palača koji je sasvim sačuvan s izvornom dekoracijom i namještajem.
Na drugom katu je balkon. Nekad se pružao duž cijelog pročelja. Ograde i terase i balkona danas su druge građe od nekadašnje. Danas su od lijevanog željeza, a u prošlistu su bile od kamenih balustara.
Raspored prostorija u palači ostao je kao što je bio u početku. Današnja namjena palače je stambena.
Uz palaču je "đardin", s visokim zelenilom i cvijećem. Pomorci su donijeli i primjerke flore dalekih zemalja kao spomenu na vezu s dalekim svijetom. Đardin ove palače i palače Visković najočuvaniji je u Perastu.

## Vanjske poveznice
- (engleski) Montenegro  Arhivirana inačica izvorne stranice od 16. lipnja 2016. (Wayback Machine) Palace Brajkovic – Martinovic